# Zabłocie (powiat puławski)
Zabłocie – wieś w Polsce położona w województwie lubelskim, w powiecie puławskim, w gminie Markuszów.
Wieś szlachecka położona była w drugiej połowie XVI wieku w powiecie lubelskim województwa lubelskiego. 
W latach 1975–1998 miejscowość należała administracyjnie do województwa lubelskiego.
Wieś stanowi sołectwo gminy Markuszów. Według Narodowego Spisu Powszechnego z roku 2011 wieś liczyła 313 mieszkańców.
Wierni Kościoła rzymskokatolickiego należą do parafii św. Józefa w Markuszowie.

## Osoby związane z Zabłociem
- Jan Łaszcz – senator RP, urodzony w Zabłociu
- Jan Pocek – współczesny polski pisarz ludowy, działacz społeczny i literacki.